# Theun de Vries
Pour les articles homonymes, voir de Vries.
Theunis Uilke (Theun) de Vries, né le 26 avril 1907 à Veenwouden en Frise et mort le 21 janvier 2005 à Amsterdam, est un écrivain et poète néerlandais (frison). Son œuvre est variée, comprenant poèmes, biographies, études historiques et pièces radiophoniques.

## Biographie
De Vries est politiquement actif pour le Parti communiste des Pays-Bas, et il fut conseiller municipal à Amsterdam. Pendant l'occupation, il fait partie de la Résistance et est emprisonné dans l'infâme Camp de concentration d'Amersfoort. Il écrit, e.a., l'un des romans les plus connus sur la Résistance durant l'occupation allemande: La fille aux cheveux roux (aussi célèbrement filmé), sur Hannie Schaft. 